# (5664) Eugster
(5664) Eugster es un asteroide perteneciente al cinturón de asteroides descubierto el 6 de marzo de 1981 por Schelte John Bus desde el Observatorio de Siding Spring, Nueva Gales del Sur, Australia.

## Designación y nombre
Designado provisionalmente como 1981 EX43. Fue nombrado Eugster en honor a Otto Eugster, profesor de la Universidad de Berna, investiga las cronologías y las historias de exposición de meteoritos en el espacio basadas en los efectos de los rayos cósmicos. Su trabajo sobre la exposición a los rayos cósmicos del regolito lunar ha sido fundamental para comprender la compleja historia de los materiales lunares.

## Características orbitales
Eugster está situado a una distancia media del Sol de 2,366 ua, pudiendo alejarse hasta 2,691 ua y acercarse hasta 2,041 ua. Su excentricidad es 0,137 y la inclinación orbital 5,848 grados. Emplea 1329,75 días en completar una órbita alrededor del Sol.

## Características físicas
La magnitud absoluta de Eugster es 14,7. 